# La hija del Adelantado
La hija del Adelantado es una novela histórica de la autoría del escritor guatemalteco José Milla y Vidaurre, considerado como el iniciador de la narrativa de su país.
Publicada en 1866 bajo el seudónimo Salomé Jil, la trama se desarrolla en la época de la Colonia, en el siglo XVI, en la antigua capital del reino de Guatemala, cuando el adelantado, quien no era otro sino el conquistador de esas tierras, Pedro de Alvarado, regresa a Guatemala, ya que por mandato de Su Majestad sería el nuevo gobernador. Llegó a la ciudad con su esposa e hija, que tienen una participación importante en el argumento del libro. Doña Beatriz de la Cueva, esposa del adelantado, su hija mestiza Leonor, princesa de Xicotencal, por quien, evidentemente, recibiese el título el libro. Esta historia está llena de engaños, desencantos, desamores por pasiones nunca correspondidas, con asesinatos, combates de capa y espada, así como muertes inexplicables; todo propio del romanticismo del XIX y de la propensión de la época decimonónica, literariamente historicista por antonomasia. Aparece don Pedro de Portocarrero, valiente guerrero y amigo fiel de Alvarado, así también es la otra parte de la hija de éste, quien le corresponde en secreto. Este amor es declarado por estos dos amantes, dadas las situaciones que se van presentado. Pedro Portocarrero es el amor no correspondido de la viuda de Cava, doña Agustina Córdoba, quien tuvo amoríos con él antes de ser la esposa del capitán Cava. Celosa en su afán por recuperar sus afectos, usa artimañas y brebajes con la ayuda de "el herbolario", un personaje activo en toda la novela con ambiciones personales y pasionales: es el personaje que engaña, miente, roba, secuestra; antagonista, autor de los acontecimientos más siniestros.
José Milla concluye la novela con la tragedia natural de la capital del reino, en un desenlace de cambios súbitos, ya que toda la historia va entrelazándose entre los hechos históricos ocurridos hasta llegar a la tragedia, que quedó inscrita como motivo del traslado de la segunda ciudad de Guatemala, por el lahar que descendió sobre la incipiente población desde el volcán de Agua. En el siglo anterior, el poeta jesuita Rafael Landívar versificaba esa catástrofe en hexámetros escritos en latín, coincidentemente (Rusticatio mexicana, 1781). Sentimentalismo pesimista, a la vez que gran obra de la literatura colonialista en la Hispanoamérica del siglo XIX, la novela La hija del Adelantado congrega descripciones de costumbres, retratos de personajes históricos, un amor dramático con visos de patetismo y además, ha sido una de las inmersiones más efectivas, sin duda, de la literatura guatemalteca en la Colonia, todavía más que vigente en la realidad semicolonial en la que Milla vivió y que se prolongó, en Guatemala, por todo el siglo XIX y hasta inicios del XX.

## Crítica
Sin menoscabo de las otras novelas de Milla, Rubén Darío recomienda esta por sobre las otras.